# باريس سان جيرمان موسم 2008–09

## موسم 08-2009: أداء جيد وبلوغ ربع نهائي الويفا

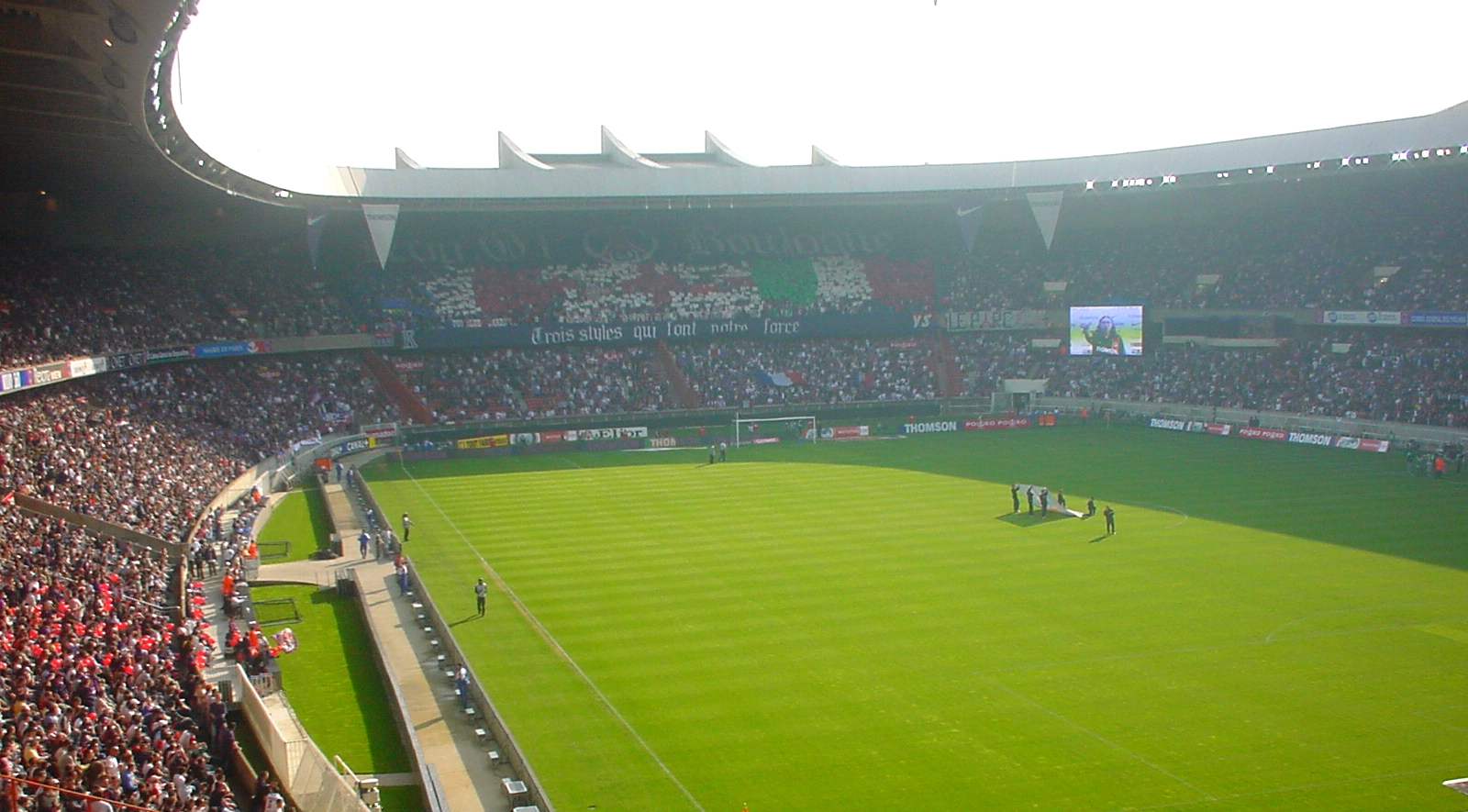
تيفو لجماهير النادي في مباراة كلاسيكو فرنسا في أبريل 2009

بعد موسمين صعبين قاوم خلالها باريس سان جرمان من أجل البقاء ضمن مصاف الكبار؛ بدا وكأن الفريق مُقدم على موسن مختلف بدأ بقيام الفريق بتعاقدات من الطراز الرفيع مع صاحبي الخبرة كلود ماكيليلي وجيولي والواعدين هوارو وسيسينيون، إضافة إلى الإبقاء على الركائز الاساسية للفريق،

بدأ الفريق الموسم بشكل جيد وحارب على جميع الجبهات بفضل الأجواء الجيدة بين صفوفه وتشكيلته المتمرسة، كانت النتيجة بلوغه نصف نهائي مسابقة كأس الرابطة الفرنسية الذي خرج منه على يد نادي بوردو الذي توج باللقب لاحقا،

ثم شارك في بطولة كأس الاتحاد الأوروبي وحلّ ثالثاً في مجموعته بخمس نقاط (من أربع مباريات) ليبلغ الدور الثاني بذلك ثم تجاوز في دور الـ32 نادي فولفسبورغ الألماني بعد فوزه عليه في باريس بثنائية جوليوم هوارو  قبل أن يُجدد فوزه عليه إياباً في ألمانيا بثلاثة أهداف لواحد وفي ثمن النهائي قابل سبورتينغ براغا البرتغالي؛ وبعد التعادل السلبي في حديقة الأمراء تمكّن المتألق غيوم هوارو من تسجيل هدف الفوز للباريسيين في البرتغال في الدقيقة 81' قبل أن يخرج أمام دينامو كييف الأوكراني في ربع النهائي، وحل في المركز السادس في بطولة الدوري، قبل الاستعداد للموسم القادم بقيادة المدرب الجديد (انتهى عقد لوغوين ولم تجدده إدارة النادي) أنطوان كومبواريه العائد إلى الفريق مجدداً.